# 埃尔雷达尔
埃尔雷达尔，是西班牙拉里奥哈自治区的一个市镇。总面积8平方公里，总人口211人（2001年），人口密度26人/平方公里。